# Iskiasnerven
Iskiasnerven (Latin: nervus ischiadicus ) er navnet på den største nerve, mennesket har. Nerven udspringer fra plexus sacralis, går ned gennem benene, for endeligt at forgrene sig til læg og fod. Denne nerve er blandt andet ansvarlig for følesansen og motorisk innervation af muskulaturen i underekstremiteten.

Iskias er ofte refereret til som smerter i dette område. Smerter, der ofte trækker fra lænd og sæderegion ned i benet, tit bag på låret, i knæhasen, læg, hæl og eventuelt videre ud i foden, eksempelvis til storetåen. Dette er dog et smertebillede, som typisk involverer nerverodspåvirkning, eksempelvis forårsaget af en diskusprolaps, der trykker på en eller flere nerverødder. Smerterne er altså ikke altid kun karakteriseret til iskiasnerven, men involverer flere nerver i plexus sacralis; som beskrevet ovenfor vil smerter svarende til iskiasnerven manifestere sig til de distale regioner af underekstremiteten.
”Iskias” stammer fra det græske sprog og betyder ”til hoften / sædebenet”.

## Iskiassmerter
Iskiassmerter opleves som smerter, følelsesløshed eller prikken der kommer til udtryk både i lænd og længere ned gennem balder og ben. Disse smerter skyldes, at iskiasnerven bliver trykket eller klemt af enten skelettet eller af den omkringliggende muskulatur. Disse smerter opleves oftest kun i det ene ben og forværres, når man sidder, end når man står op, grundet yderligere komprimering af de involverede strukturer i siddende stilling.
Iskiassmerter kan blandet andet opstå ved sport, lange gåture, langvarig kontorarbejde, hvor man er meget siddende og belaster sædemuskulaturen.
Behandling af iskias foregår ofte ved konservativ behandling eksempelvis ved en fysioterapeut eller lignende, hvor behandleren forsøger at få den indeklemte nerve fri eller ved at manipulere de involverede strukturer til at mindske komprimering af de involverede nerver. Generelt anbefales personer med smerter ikke at være sengeliggende, men at holde sig aktive. I svære tilfælde udføres en operation, hvor et stykke af sædebenet fjernes for at gøre plads til nerven.